# Цветкова, Валентина Петровна
Цветкова Валентина Петровна (10 [23] апреля 1917, Астрахань, Россия — 27 ноября 2007, Ялта, АР Крым) — советская и украинская художница, мастер пейзажа и натюрморта. Народный художник Украины (1997). Почётный гражданин Ялты (1997).

## Биография
Родилась 23 апреля 1917 года в городе Астрахань. В 1930—1935 годах училась в Астраханском художественном училище. Педагог по специальности П. А. Власова.
В 1935—1938 годах работала в товариществе «Художник» в городе Астрахань. В 1936 году впервые приехала в Ялту, с которой связала всю жизнь. С 1936 года Цветкова В. П. начинает принимать участие в выставках, с 1952 года — в республиканских, с 1955 года — во всесоюзных выставках. С 1965 года — участница зарубежных выставок (Франция, Канада). В 1938—1940 годах художница работала в мастерской при Доме искусств в Ленинграде. С 1944 года Цветкова В. П. — член Союза художников СССР. Художница много путешествовала и по СССР и за рубежом. Она являлась членом правления Общества «СССР — Франция», неоднократно бывала в этой стране, посетила также страны Средиземноморья, Индию, Египет и другие. Во время своих поездок много работала, привозя домой десятки рисунков и этюдов. В 1950—1972 годах Валентина Петровна — член правления Крымского отделения Союза художников УССР.
В 2007 году художница подарила городу Ялта 75 своих работ.
Умерла 27 ноября 2007 году в Ялте.

## Творчество
Художница использовала самые разные техники живописи и графики: масло, пастель, акварель, акрилак, карандаш, фломастер, максимально используя выразительные возможности каждой в зависимости от творческих задач и образного решения. Главная тема её произведений- красота нашей земли, многообразие форм её проявления. Художница стремится донести до зрителя, не потерять самое яркое, непосредственное впечатление от увиденного. Большой интерес представляют её этюды и рисунки, в которых это первое соприкосновение художника и натуры особенно остро чувствуется. Общей чертой всей пейзажной живописи является самобытность каждого изображенного художницей мотива, где переданы особенности климата, растительного мира, национальное своеобразие архитектуры, уклада жизни людей, а также слитность всех элементов целого, декоративная красота каждой работы. Обращаясь к портретному жанру, В. Цветкова всегда стремится передать главное в человеке, и во внешнем облике, и в понимании его внутренней сути.
Среди многочисленного творческого наследия В. Цветковой находим и портреты. Все они исполнены в различные годы, но портретированные — это именно те, дорогие художнице люди. Цветкова изображает не только самого человека, она удачно схватывает выражение лица, движения рук, особенность взгляда, игру чувств, что делает каждую работу художницы шедевром. Именно в таком ключе написан портрет Марии Чеховой, сестры великого писателя, которая была директором Дома-музея А. П. Чехова в Ялте.
Цветкова писала освободителей и героев войны: Героев Советского Союза подводников М. В. Грешилова и А. Н. Кесаева, генерал-лейтенанта А. Г. Селиванова, полковника Г. П. Фролова. В 1950—1960 годах работала над портретами ученых Никитского ботанического сада, в 1975—1980 годах над портретами творческой интеллигенции. Известен её портрет ученого-физиотерапевта, участницы обороны Севастополя С. Я. Троценко.
Произведения Цветковой В. П. приобрели: Государственная Третьяковская галерея, Русский музей в Санкт-Петербурге, Государственный музей Украинского изобразительного искусства в Киеве, музеи Болгарии, Венгрии, Канады, Японии, США, Франции.
В. П. Цветкова—участница многих республиканских, всесоюзных и зарубежных выставок, персональные выставки художницы экспонировались в городах Крыма, Москве, Киеве, Астрахани, Кисловодске.
Персональные выставки: Киев (1960, 1969, 1976, 1980), Симферополь (1968,1972, 1985), Москва (1968, 1980, 2001), Астрахань, Кисловодск, Алупка (1975), Керчь (1976,1978), Ялта (1975, 1978, 1979, 1997, 2002).
8 февраля 2017 года в Севастопольском художественном музее им. М. П. Крошицкого открылась выставка «Художники-юбиляры В. Д. Бернадский и В. П. Цветкова», приуроченная к столетию со дня рождения выдающихся крымских художников.

## Награды
- Награждена медалями «За трудовое отличие» (1967), «За доблестный труд» (1970), Орденом княгини Ольги III степени (Украина, 2007).
- Заслуженный художник Украинской ССР (1985).
- Народный художник Украины (1997).
- Почётный гражданин города Ялта (1997).
- Заслуженный деятель искусств Автономной Республики Крым (2007)[8]
- В 2002 году именем художницы была названа малая планета[9].